# 軟性飲料

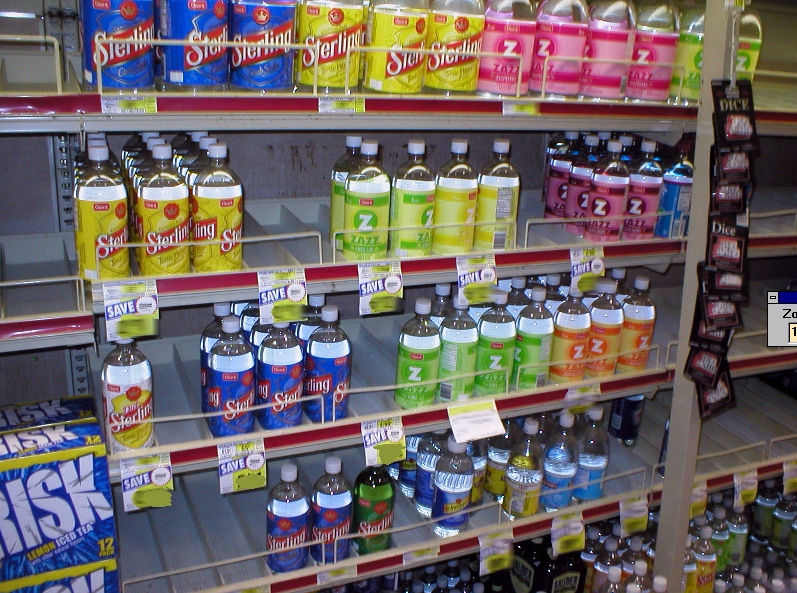
在美國維吉尼亞州的一家超級市場中，貨架上的無酒精飲料。

軟性飲料（英語：Soft drink），略稱「軟飲」是指酒精含量（體積比）低於0.5%的天然或人工調配的饮料。在欧美地區原本的定義是指由濃縮原料製成的碳酸或非碳酸飲料，但現在已是无酒精飲料的通稱。

## 氣泡飲料
氣泡飲料（碳酸飲料）是指利用不同程度的大氣壓力將二氧化碳注入其中的饮料。二氧化碳在一般的氣壓下很快就會溶解，尤其是在冷飲中，而高壓和填充大量的氣體會讓二氧化碳溶解的更快。當壓力被釋放時，二氧化碳就會釋出，造成許多氣泡，同时將二氧化碳排出至空氣中。大多數二氧化碳在幾分鐘後都會消失，這時候飲料就「消氣」了。碳酸飲料品嚐起來有刺激的氣泡感，这是碳酸化合物造成的化學現象，同時碳酸化合物也會帶來極輕微的灼熱感，並且碳酸只會和氣泡產生相互反應；兩種化學反應都是濃縮的碳酸造成的。碳酸化的過程也可以在一個密封的容器中藉由「發酵」完成，這種作法常用于製造薑汁汽水，發酵過程需要仔細地關注和控制，並且使用適當的酵母菌種，其可將酒精含量控制在非常低的數值。

### 混合的氣泡飲料
許多人會將氣泡飲料和其他種飲料（如果汁）調和飲用，產生新的風味，也有一些人會将其與無氣泡的酒精飲料結合（如紅酒），減低其酒精的苦味，以使其更易入喉。另外，有一種特別的喝法是在氣泡飲料內加入一球冰淇淋，這樣的飲料稱為「漂浮」（float）。

## 包裝
軟性飲料通常都裝在兩公升的寶特瓶或是鐵鋁罐內，有時也會將數瓶或數罐組合成一個包裝，例如六包裝。軟性飲料也常被裝在能自動提供飲料的機器中（並非指自動販賣機，而是快餐店或是速食店中的按壓按鈕或把手，就會有飲料流出的機器）。

## 行銷
軟性飲料通常被裝在瓶罐中於商店銷售，或是利用一種名為蘇打槍的機器進行分裝販售。銷售數量對於製造商和代理商都是很重要的收入來源。許多知名廠牌的軟性飲料都是在當地或地區性的獨立公司製造並裝瓶。這些公司向知名品牌的持有廠商購買授權，取得使用品牌名稱的權利，以及製造飲料最關鍵的糖漿。由於飲料市場競爭非常激烈，因此原始配方大都不會賣給取得授權的廠商，而是直接由總公司輸出原料的糖漿，以保護其原始配方不會外流。
在過去，大部分可樂風味和其他的軟性飲料都是用蔗糖來製造甜味，但是為了節省製造成本，現在已經普遍改用高果糖糖漿作為甜味的來源。
飲料業界的競爭最著名的就是可樂大戰，這是指可口可樂和百事可樂為了市場佔有率正在進行的競爭。在1990年代中期，百事可樂發動了可樂戰爭中最大規模的反擊，是稱為的全球性行銷活動。

## 爭議

### 營養價值
軟性飲料中的營養成份幾乎百分之百是精練過的蔗糖或高果糖糖漿。美國農業部建議一天的糖分攝取量以10湯匙，以及2,000卡路里的飲食為佳，但許多軟性飲料的糖分含量已經超過這個標準值。
除了經過強化成份的飲料，其他的軟性飲料幾乎沒有任何維他命、礦物質、蛋白質等其他必需的營養素。此外許多品牌的軟性飲料都含有讓人質疑的食品添加物，例如食用色素、人工香料、乳化劑，以及防腐劑。也有些人認為含有咖啡因的軟性飲料不應作為日常飲食中的液體或水分來源，這是由於咖啡因本身有利尿的作用，不過這一點目前還有所爭論。
多數糖含有果糖，果糖對人體的危害及成癮性類似酒精，同樣會造成脂肪肝等代謝症候群；而高果糖糖漿的危害則高於蔗糖，許多軟性飲料使用高果糖糖漿，因此其安全飲用量又更低。
軟性飲料也有可能在人們每天的飲食中取代更重要的營養食物選擇，例如牛奶或純果汁。

### 肥胖
一份由哈佛大學調查的研究指出，在美國過去15年來，軟性飲料使得孩童肥胖的人數增加了一倍。
1991年到1995年間，美國青少年男生平均軟性飲料的攝取量從345毫升增加到570毫升，此時大多的軟性飲料都是以蔗糖或是玉米糖漿調味，而不是人工甘味料。美國波士頓兒童醫院的大衛·路維格醫生指出，每日至少喝8盎司（240毫升）軟性飲料的學齡兒童會比其他不喝的兒童多攝取835卡洛里，同時他們的飲食量也會比較多，這是因為這些飲料會使血液的胰島素增加，使人更有飢餓感。另外，軟性飲料通常會和高卡洛里的食物（如速食）一起搭配食用，此舉會增加更多卡洛里的攝取量。喝軟性飲料的兒童一般都比平常兒童胖，日後會有比較高的糖尿病罹患率（見下）。
2006年3月，醫學期刊《小儿科》（Pediatrics）刊出了一篇研究論文，題目為《甜分飲料攝取量的減低對青少年體重的影響：一個隨機抽樣、加以控制的小型研究》，內容指出甜份飲料攝取量的減低可幫助過重的青少年減少身體質量指數；另外，每天飲用一罐330毫升的飲料會導致一個月1磅體重的上升。

### 第二型糖尿病
2004年，一個長達八年對五萬名護士所做的調查指出，一天飲用一罐或超過一罐的甜份飲料的人會比未飲用者增加80%的糖尿病患病機會（此研究並不受其他日常生活因素干擾），高飲用量的女性會大量增加體重以及第二型糖尿病的患病機率。

### 蛀牙
多數軟性飲料含有大量的單純碳水化合物，如葡萄糖、果糖、蔗糖與其他單純的糖分，口腔內的細菌會使這些碳水化合物發酵，產生酸性物質，進而溶解牙齒的琺瑯質，使得蛀牙的可能性增加，飲用越多，蛀牙風險越高。多數軟性飲料為酸性，某些pH值甚至會低於3.0，長期以啜飲的方式飲用的話會腐蝕牙齒的琺瑯質，牙醫因此建議使用吸管飲用，飲料可直接入喉，避免與牙齒接觸。同時，牙醫也建議飲用後馬上刷牙可避免琺瑯質的腐蝕。

### 睡眠
根據一篇報導指出，含有咖啡因的軟性飲料會影響孩童的睡眠，導致他們白天容易疲倦。

### 骨質疏鬆
目前有一個假說認為某些含磷酸的軟性飲料（如可樂）會取代人體骨骼內的鈣，使得骨密度降低，引起骨質疏鬆症。然而，研究鈣與骨骼的專家羅伯·希內（Robert Heaney）醫師在他領導的鈣代謝研究指出，碳酸軟性飲料（包含使用磷酸的可樂）對於鈣流失的關係是微小的，可樂之所以受到研究重視是因為他們的市場極大，但真正的癥結在於常喝軟性飲料的人不太攝取鈣含量高的食物。

### 禁止
近年來，是否禁止學校的販賣機販售軟性飲料的議題越來越受到注目，反對販售者反對的原因有三：第一，他們認為軟性飲料是造成兒童肥胖和蛀牙的主因，在學校販賣軟性飲料會誤導學生以為，攝取這些飲料不會對健康有危害；第二，兒童不能了解飲食對他們帶來的後果，應該要防止他們受到這些便宜且能開罐即喝的飲料的誘惑；第三，學校有責來監督兒童的健康，提供這些飲料則會違反這個準則。反之，贊成販售者認為：第一，肥胖症的起因相當複雜，軟性飲料不是唯一因素；第二，軟性飲料能為學校帶來不少的獲益。一些人則是採取中庸意見，表示軟性飲料可在學校販售，但不是唯一選擇，學校若販售的軟性飲料的話，應該也提供其他價錢優惠的選擇（如果汁或礦泉水或調味乳），然而果汁飲料可能添加跟軟性飲料等量的糖。2006年5月3日，健康的一代聯盟（Alliance for a Healthier Generation）、吉百利史威士、可口可樂、百事可樂、美國飲品協會宣布一個新的學校飲品方針，希望能將高卡洛里的軟性飲料趕出美國校園。2006年5月19日，英國教育部長艾倫·強森宣布新的學校飲食的最低營養標準。2006年9月起，學校午餐再也不會出現汽水，福利社和販賣機也停止販售垃圾食物（含碳酸飲料）。（页面存档备份，存于）。在台灣，校園裡也禁止販售軟性飲料，中華民國教育部曾頒訂「校園飲品及點心販售範圍」，規定飲品的糖產生的熱量須在10%以下，且飲品只能是純果（蔬菜）汁、鮮乳、保久乳、豆漿、優酪乳、包裝飲用水及礦泉水等七大類。

### 致癌物
苯是一種致癌物質。1990年，一項研究發現在美國售賣的沛綠雅瓶中含有苯，導致沛綠雅主動召回產品。1993年，學者發現苯甲酸與抗坏血酸會生成苯。
美国食品药品监督管理局（FDA）發表他們對許多軟性飲料所做的苯酸鹽和抗（異）壞血酸的含量測定結果，其中有五種飲料超過美國環境保護局所規範的苯含量（標準為5 ppb）。另外，環境保護團體也揭發了FDA的測試結果，結果指出：1995年至2001年，24種含苯的低卡蘇打水中，有19種（79%）超過5 ppb的標準，平均苯含量為19 ppb，接近標準的四倍之多；另外某一產品含有55 ppb的苯，是標準的11倍。不过，2006年FDA称：「至今軟性飲料的苯含量並不會帶給消費者安全的威脅。」
2006年，英國食品標準局發表了軟性飲料中苯含量的調查結果，他們測試了150種產品之後，發現有四種產品超過世界卫生组织訂定的飲用水苯含量的標準，食品標準局要求這些產品停止銷售。

### 酒精含量
某個2006年10月發表的報導指出，某些軟性飲料含有可測得的酒精含量。在一些老舊的製程中，為了要使飲料碳酸化，發酵是必備的程序，因此會有酒精生成，現代的製程則是使用二氧化碳打入飲料之中，但可能因為未殺菌使得發酵的情況發生。另外，有些飲料會使用酒精來添增其風味，所以才會有酒精產生。

### 农药
2003年，位于德里的非盈利組織科学与环境中心公佈了一份有爭議的報告。報告顯示，在可口可樂与百事在印度銷售的軟性飲料中發現了高出歐盟安全水平30倍的農藥。這是在新德里附近的主要12種軟飲料品牌中發現的。印度健康及家庭福利部長回應到，該機構的測試是不準確的。政府測試結果顯示樣品農藥含量在印度標準之内，但高於歐盟標準。

## 相關
- 低醇啤酒
- 黑麥汁（英语：Malta (soft drink)），製程略同黑啤酒，一般缺少酒發酵過程，原料多用黑麥芽，口感介於啤酒與薑糖汁（薑母茶），無明顯酒精味，偶爾當成孕婦生產後補充糖水的替代性飲料。
- 根汁汽水，口感類似沙士。
- 大麥為主的飲料列表（英语：List of barley-based beverages）
- 克瓦斯，盛行於俄羅斯、烏克蘭等東歐國家的一種低度酒精的飲料。
- 麥芽飲料（英语：Malt beverage），美國用詞，指低酒精或無酒精的飲料。

## 外部連結

### 業界相關資料
- 美國飲料協會 （页面存档备份，存于）
- 飲料綜合網站 （页面存档备份，存于）
- just-drinks （页面存档备份，存于） - 飲料業界的新聞動態

### 軟性飲料與健康
- 美國兒科大學 校園健康委員會 - 學校中的飲料 PDF版本
- 英國校園食物基金會 - 轉變中的校園飲食健康
- 大眾興趣科學中心報導 - 液態糖果：軟性飲料是如何傷害美國人的健康 （页面存档备份，存于）
- 流行和蘇打的重大爭議
- 軟性飲料新聞網頁 （页面存档备份，存于） @ 酒精與飲料歷史社會協會
- 软饮料制造商的挑战 （页面存档备份，存于） @ Report Buyer